# Leontin Sălăjan

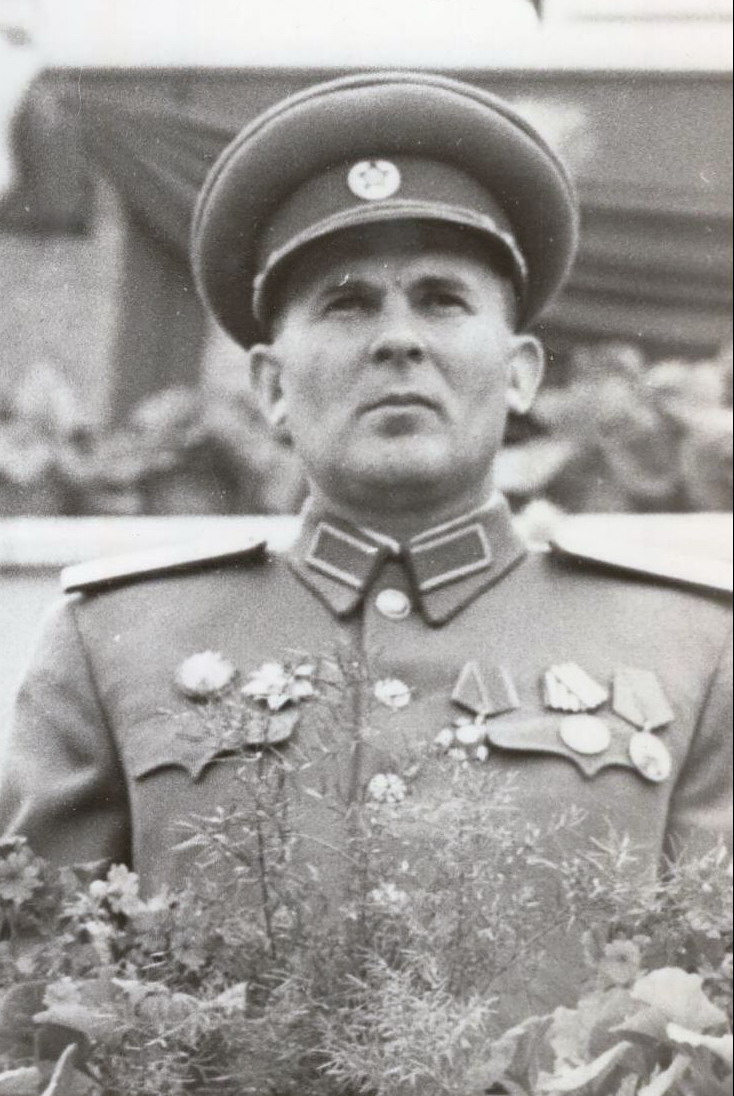
Leontin Sălăjan

Leontin Sălăjan (Geburtsname: Leontin Silaghi; * 19. Juni 1913 in Santău, Kreis Satu Mare; † 28. August 1966 in Bukarest) war ein rumänischer Armeegeneral und Politiker der Rumänischen Arbeiterpartei PMR (Partidul Muncitoresc Român) und ab 1965 PCR (Partidul Comunist Român), der unter anderem zwischen 1955 und 1965 Kandidat des Politbüros des Zentralkomitees (ZK) sowie von 1965 bis zu seinem Tod 1966 Mitglied des Exekutivkomitees des ZK war.
Er war ferner 1949 bis 1950 Minister für das Bauwesen sowie zwischen 1955 und 1966 Minister für die Streitkräfte.

## Leben

### Parteifunktionär und Abgeordneter
Sălăjan, der zur Minderheit der Magyaren in Rumänien gehörte, besuchte nach der Grundschule die Handwerksschule und absolvierte eine Berufsausbildung zum Schlosser in der Werkstatt der staatlichen Eisenbahngesellschaft CFR (Căile Ferate Române) in Timișoara. 1939 trat er der damaligen Kommunistischen Partei PCR (Partidul Comunist din România) als Mitglied bei und engagierte sich zwischen 1940 und 1943 als Mitglied des Sekretariats des Parteikomitees in der Region Banat, ehe er im Juli 1945 Erster Sekretär des Parteikomitees im Kreis Satu Mare wurde.
Sălăjan wurde auf der Nationalkonferenz (Conferința Națională), die vom 16. bis 22. Oktober 1945 stattfand, zum Mitglied des ZK gewählt und gehörte diesem bis zu seinem Tod am 28. August 1966 an. Am 19. November 1946 wurde er Mitglied der Deputiertenkammer (Adunarea Deputaților) und vertrat in dieser bis zum 28. März 1948 den Wahlkreis Sălaj. 1948 wurde er erstmals Mitglied der Großen Nationalversammlung (Marea Adunare Națională) und vertrat in dieser bis 1952 zunächst den Wahlkreis Sălaj, anschließend zwischen 1952 und 1957 den Wahlkreis Arad-Nord, von 1957 bis 1961 den Wahlkreis Oradea-Nord sowie zuletzt zwischen 1961 und seinem Tod 1966 den Wahlkreis Oradea-Nord Nr. 1.

### Bauminister und Verteidigungsminister
Er bekleidete zwischen dem 22. April 1948 und dem 24. September 1949 die Funktion als Vize-Minister für Gesundheit und Soziales und wurde im Anschluss am 24. September 1949 Minister für Bauwesen (Ministrul Construcțiilor). Dieses Ministeramt übte er bis zum 20. März 1950 aus. Sălăjan, der am 18. März 1950 zum Generalmajor befördert wurde, wurde am 20. März 1950 Vize-Minister für die Streitkräfte sowie zugleich als Nachfolger von Constantin Popescu auch Chef des Generalstabes. Am 2. Oktober 1951 erfolgte seine Beförderung zum Generalleutnant und fungierte zwischen 1951 und 1955 weiterhin als Chef des Generalstabes sowie zugleich als Erster Vize-Minister für die Streitkräfte.
Am 4. Oktober 1955 wurde Sălăjan Nachfolger von Emil Bodnăraș als Minister für die Streitkräfte (Ministrul Forțelor Armate), während Ion Tutoveanu sein Nachfolger als Chef des Generalstabes wurde. 1959 wurde er auch zum Armeegeneral (General de Armată) befördert. Das Ministeramt bekleidete er ebenfalls bis zu seinem Tode und wurde anschließend von Ioan Ioniță abgelöst. Auf dem Siebten Parteitag der PMR vom 23. bis 28. Dezember 1955 wurde er Kandidat des Politbüros des ZK und behielt diese Funktion fast zehn Jahre lang bis zum 24. Juli 1965.
Sălăjan wurde auf dem Neunten Parteitag der PCR vom 19. bis 24. Juli 1965 schließlich Mitglied des Exekutivkomitees des ZK und gehörte diesem Gremium bis zu seinem Tod am 28. August 1966 an.

### Ehrungen und Auszeichnungen
Für seine langjährigen Verdienste wurde Sălăjan mehrfach ausgezeichnet und erhielt unter anderem 1949 den Orden der Arbeit Dritter Klasse (Ordinul Muncii), 1959 den Orden 23. August Erster Klasse (Ordinul 23. August), 1963 den Stern der Volksrepublik Rumänien Erster Klasse (Ordinul Steaua Republicii Populare Române) sowie 1966 den Orden Tudor Vladimirescu Erster Klasse (Ordinul Tudor Vladimirescu). 